# CzasyPismo
CzasyPismo: o historii Górnego Śląska – półrocznik wydawany od 2012 roku w Katowicach przez oddział IPN.

## Historia
Celem jest opracowanie i upowszechnienie wiedzy o najnowszej historii Górnego Śląska i sąsiednich obszarów, z uwzględnieniem wpływu systemów totalitarnych (nazizmu i komunizmu) na społeczeństwo regionu. Publikowane artykuły poruszają zagadnienia z zakresu XX. wiecznej historii, polityki, kultury, religii, gospodarki, życia codziennego oraz obyczajowości.

## Redakcja
- redaktor naczelny – dr hab. Adam Dziurok,
- sekretarz redakcji – dr Bogusław Tracz,
- dr hab. Adam Dziuba,
- dr Sebastian Rosenbaum,
- Paweł Zawisza.